# Albert Kraus
Albert Kraus (Oss, 3 augustus 1980) is een Nederlands kickbokser. In 2002 werd hij de winnaar van het prestigieuze K-1 World MAX toernooi, dat toen voor het eerst werd georganiseerd. Sindsdien heeft hij ieder jaar aan het toernooi meegedaan, hoewel zonder overwinning.
Op zijn 14e begon Kraus met kickboksen. Na slechts twee maanden won hij zijn eerste wedstrijd op KO, in de eerste ronde. Hij heeft eerst getraind in zijn woonplaats maar stapte later over naar Ling Ho Gym. Daar maakte Kraus grote vorderingen. Anderhalf jaar later stapte hij wederom over, naar Bully's Gym te Rhenen. In die periode won hij het K-1 World MAX toernooi. In 2003 trainde Albert verder bij SuperPro onder Dennis Krauweel.
Kraus is tegenwoordig eigenaar van de sportschool waar hij ooit begon.